# Van Jefferson
Vanchii Lashawn „Van“ Jefferson Jr.  (geboren am 26. Juli 1996 in Jacksonville, Florida) ist ein US-amerikanischer American-Football-Spieler auf der Position des Wide Receivers. Er spielte College Football für die University of Mississippi und die University of Florida. Seit 2025 steht Jefferson bei den Tennessee Titans in der National Football League (NFL) unter Vertrag. Mit den Los Angeles Rams gewann er den Super Bowl LVI.

## College
Jefferson wurde in Jacksonville, Florida, geboren. Vor seinem zweiten Highschooljahr zog er nach Tennessee, da sein Vater einen Trainerjob bei den Tennessee Titans angenommen hatte. Dort besuchte Jefferson die Ravenwood High School in Brentwood und spielte erfolgreich American Football. Ab 2015 ging er auf die University of Mississippi, um College Football für die Ole Miss Rebels zu spielen. Nach einem Jahr als Redshirt fing Jefferson in der Saison 2016 49 Pässe für 543 Yards und drei Touchdowns. Wegen einer Operation am Knie verpasste er einen Teil der Vorbereitung auf die Saison 2017. Er bestritt die ersten drei Partien der Saison 2017 als Starter, wurde durch überzeugende Leistungen von A. J. Brown allerdings letztlich etwas weniger angespielt als im Vorjahr und fing 42 Pässe für 456 Yards Raumgewinn und einen Touchdown.
Infolge von Ermittlungen der NCAA gegen die Ole Miss Rebels wurde das Team nach der Saison 2017 unter anderem für zwei Jahre von Bowl Games ausgeschlossen, woraufhin Jefferson sich vor der Saison 2018 für einen Wechsel auf die University of Florida entschied. Entgegen der üblichen Regeln, nach der ein Spieler nach einem Wechsel für ein Jahr aussetzen muss, wurde Jefferson bereits für die Saison 2018 die Spielberechtigung bei den Florida Gators gewährt. Jefferson war in den Spielzeiten 2018 und 2019 Stammspieler und jeweils der erfolgreichste Passempfänger der Gators. In der Saison 2018 konnte er 35 Pässe für 503 Yards und sechs Touchdowns fangen, 2019 waren es 49 gefangene Pässe für 657 Yards Raumgewinn und sechs Touchdowns. Insgesamt bestritt Jefferson in seiner College-Karriere 48 Partien, in denen er 175 Pässe für 2175 Yards Raumgewinn und 16 Touchdowns fangen konnte.

## NFL
Jefferson wurde im NFL Draft 2020 in der zweiten Runde an 57. Stelle von den Los Angeles Rams ausgewählt. Als Rookie sah er hinter Cooper Kupp, Robert Woods und Josh Reynolds als Ergänzungsspieler nur wenig Einsatzzeit. Jefferson fing 19 Pässe für 220 Yards und erzielte dabei am elften Spieltag gegen die Tampa Bay Buccaneers einen Touchdown. Durch den Abgang von Reynolds zu den Tennessee Titans nahm Jefferson 2021 eine deutlich größere Rolle in der Offense der Rams ein. Er fing in seiner zweiten NFL-Saison 50 Pässe für 802 Yards und sechs Touchdowns und gewann mit den LA Rams den Super Bowl LVI, in dem er vier Pässe für 23 Yards fing. Wegen einer Knieoperation, der er sich in der Saisonvorbereitung unterzogen hatte, verpasste Jefferson die ersten sechs Partien der Saison. in der zweiten Saisonhälfte war er die Hauptanspielstation in der durch die verletzungsbedingten Ausfälle von Quarterback Matthew Stafford und der anderen beiden Top-Receiver Cooper Kupp und Allen Robinson stark limitierten Offense. Am 14. Spieltag fing Jefferson gegen die Las Vegas Raiders mit noch zehn Sekunden auf der Uhr nach einem 23-Yards-Pass von Baker Mayfield den spielentscheidenden Touchdown. Insgesamt verzeichnete Jefferson in seinem dritten Jahr in der NFL in elf Spielen 24 Pässe für 369 Yards Raumgewinn und drei Touchdowns.
In der Saison 2023 wurde Jefferson durch die Leistungen von Rookie Puka Nacua sowie die größer werdende Rolle von Tutu Atwell bei den Rams entbehrlich und fing in fünf Spielen lediglich acht Pässe für 108 Yards. Nachdem er am fünften Spieltag ohne gefangenen Pass geblieben war, gaben die Rams ihn per Trade an die Atlanta Falcons ab, dabei tauschten sie Sechst- und Siebtrundenpick im Draft 2025. In Atlanta fing er in zwölf Spielen lediglich 12 Pässe für 101 Yards.
Im März 2024 unterschrieb Jefferson einen Einjahresvertrag bei den Pittsburgh Steelers. Dort war er in 12 von 17 Spielen Starter und fing 24 Pässe für 276 Yards und zwei Touchdowns. Zur Saison 2025 unterschrieb er im März 2025 bei den Tennessee Titans.

### NFL-Statistiken
| 2020                               | Los Angeles Rams    | 16 | 0  | 19  | 220  | 11,6 | 31 | 1  | 1 | 0 |
| 2021                               | Los Angeles Rams    | 17 | 17 | 50  | 802  | 16,0 | 79 | 6  | 0 | 0 |
| 2022                               | Los Angeles Rams    | 11 | 9  | 24  | 369  | 15,4 | 39 | 3  | 0 | 0 |
| 2023                               | Los Angeles Rams    | 5  | 4  | 8   | 108  | 13,5 | 46 | 0  | 0 | 0 |
| 2023                               | Atlanta Falcons     | 12 | 5  | 12  | 101  | 8,4  | 14 | 0  | 0 | 0 |
| 2024                               | Pittsburgh Steelers | 17 | 12 | 24  | 276  | 11,5 | 43 | 2  | 0 | 0 |
| Total                              | Total               | 78 | 47 | 137 | 1876 | 13,7 | 79 | 12 | 1 | 0 |
| Quelle: pro-football-reference.com |                     |    |    |     |      |      |    |    |   |   |

## Persönliches
Sein Vater Shawn Jefferson spielte 13 Jahre lang als Wide Receiver in der NFL und ist als Wide-Receiver-Trainer in der Liga aktiv. Jefferson ist verheiratet und hat drei Kinder. Sein 2022 geborener Sohn kam zur Welt, während er mit den Rams den Super Bowl gewann.